# معبد نكرح
كان معبد الإله نكرح معبداً مربعاً كبيراً بناه المعينيون في مدينة براقش .

## تاريخه
تم بناء المعبد من قبل المعينيين خلال القرن السادس قبل الميلاد. خلال العصور الوسطى ، تضرر المعبد بسبب الزلزال.
في عام 1986 ، كلف القاضي إسماعيل علي الأكوع عالم الآثار الإيطالي أليساندرو دي ماجريت بحفر موقع براقش،  الذي اكتشف المعبد في عامي 1990 و 1992  (البعثة الأثرية الإيطالية  وهو واحد من ثلاثة معابد تم اكتشافها في تلك المدينة. بعد 10 سنوات من اكتشافه، مولت الحكومتين اليمنية والإيطالية ترميم المعبد في عامي 2003 و 2004.
ورد أن المعبد قد دمر بشدة بسبب الحرب الأهلية المستمرة في اليمن بعد قصف الجيش السعودي للمعبد أثناء استخدامه من قبل قوات الحوثيين.

## وصف

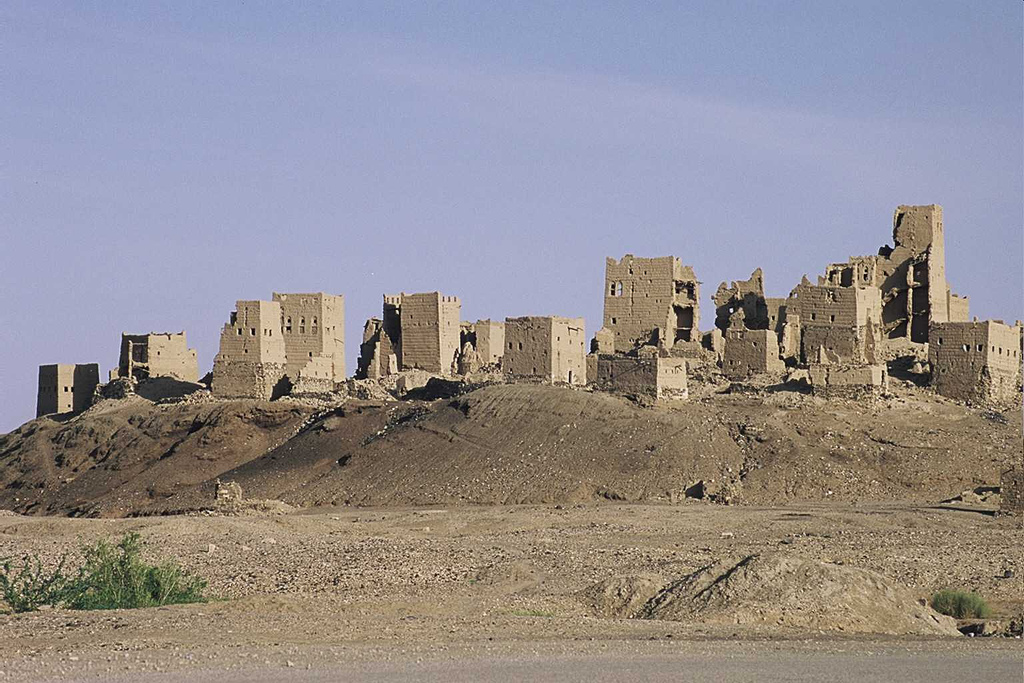
أنقاض براقش.

أبعاده مربعة تقريبًا (12 × 11 مترًا) وكان المعبد مكونًا من اثني عشر عمودًا مترابطًا. تم اكتشاف 14 تمثالًا صغيرًا (مجسمات بشرية ، حجمها من 7 إلى 16 سم) بالقرب من المعبد ، مصنوعة من الطين ذي الطبقات الجصية أو الجص فقط.
براقش هي أفضل مدينة قديمة محاطة بأسوار في اليمن ، وكان لها في يوم من الأيام أكثر من خمسين برجًا وبوابتين ، وكان ارتفاع جدرانها يصل إلى 14 مترًا. تقع في وادي الفرضة الواسع، وكانت تُعرف سابقًا باسم "ي ث ل" (يَثيل)، المدينة المهيمنة في مملكة معين ومركزًا مهمًا على طريق البخور.

## فهرس
- أليساندرو دي ماجريت ، حفريات معبد نقرة في براقش ، Archaeopress ، وقائع ندوة الدراسات العربية ، المجلد. 21 ، وقائع الندوة الرابعة والعشرون للدراسات العربية التي عقدت في أكسفورد في 24-26 يوليو 1990 (1991) ، ص 159-172 (14 صفحة)
- باللغة الفرنسية أليساندرو دي ميغريت ، كريستيان روبن ، معبد ناكرا آ ياثيل (أوجوردوي براقيش) ، اليمن. Résultats des deux premières campagnes de fouilles de la mission italienne ، Comptes rendus des séances de l'Académie des Inscriptions et Belles-Lettres، 1993 137-2 pp. 427–496